# Gundulf (Bischof)

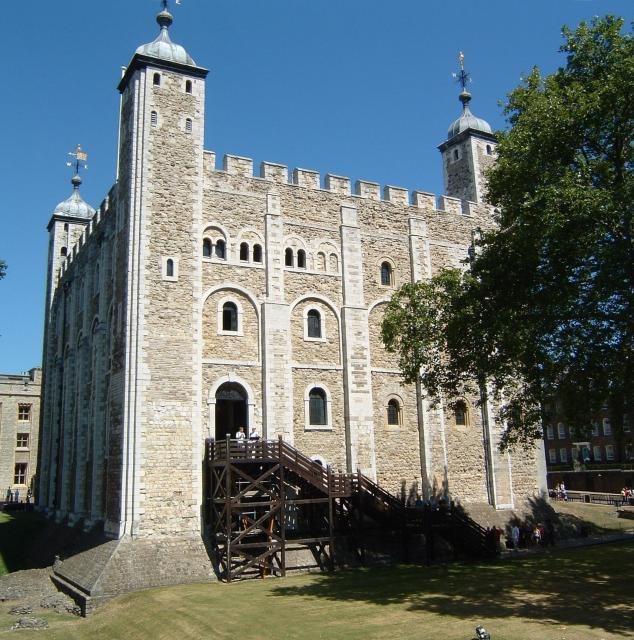
Der von Gundulf errichtete White Tower des Tower of London

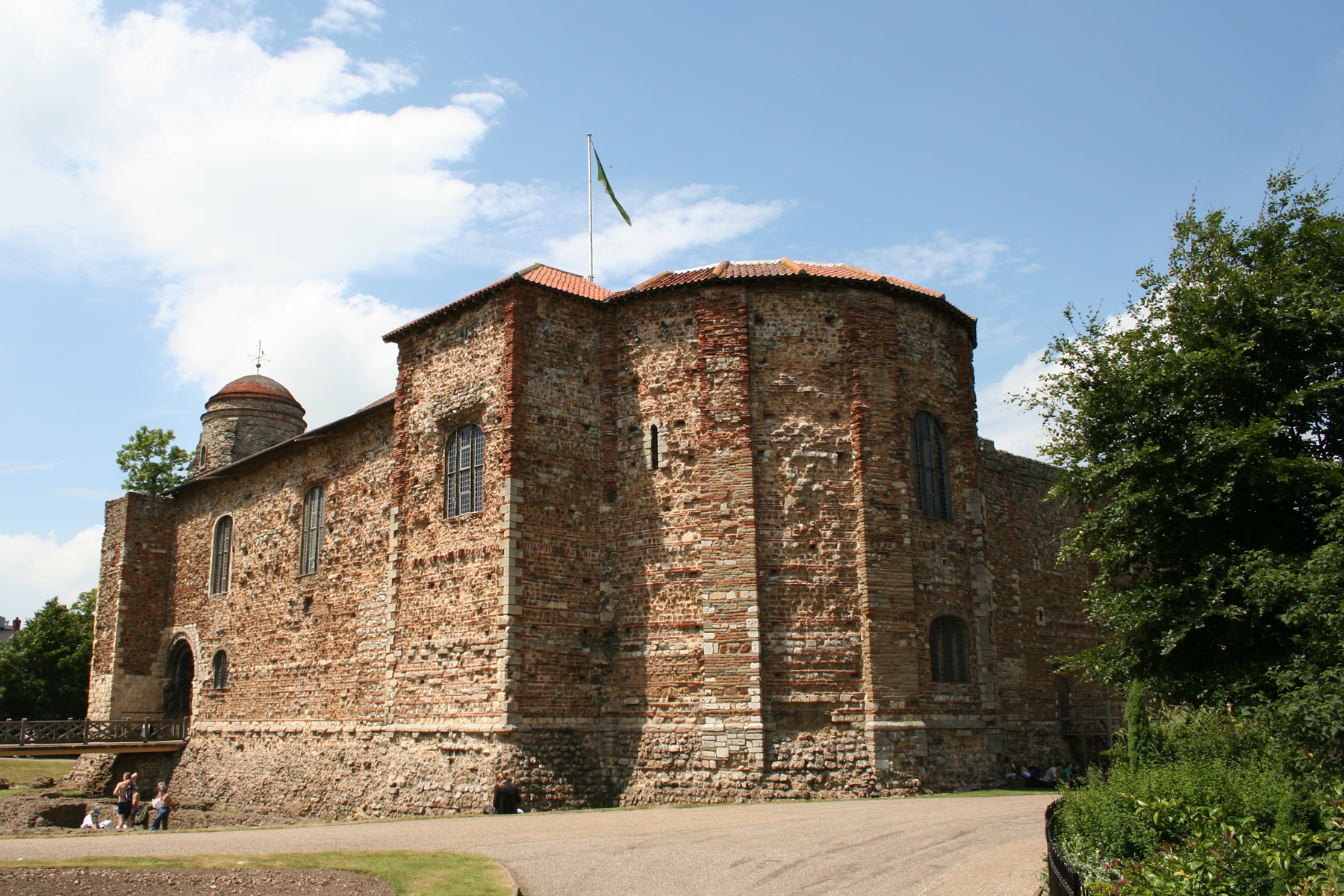
Gilt als ältester keep bzw. great tower der Britischen Inseln: Der Kernbau von Colchester Castle (Essex)

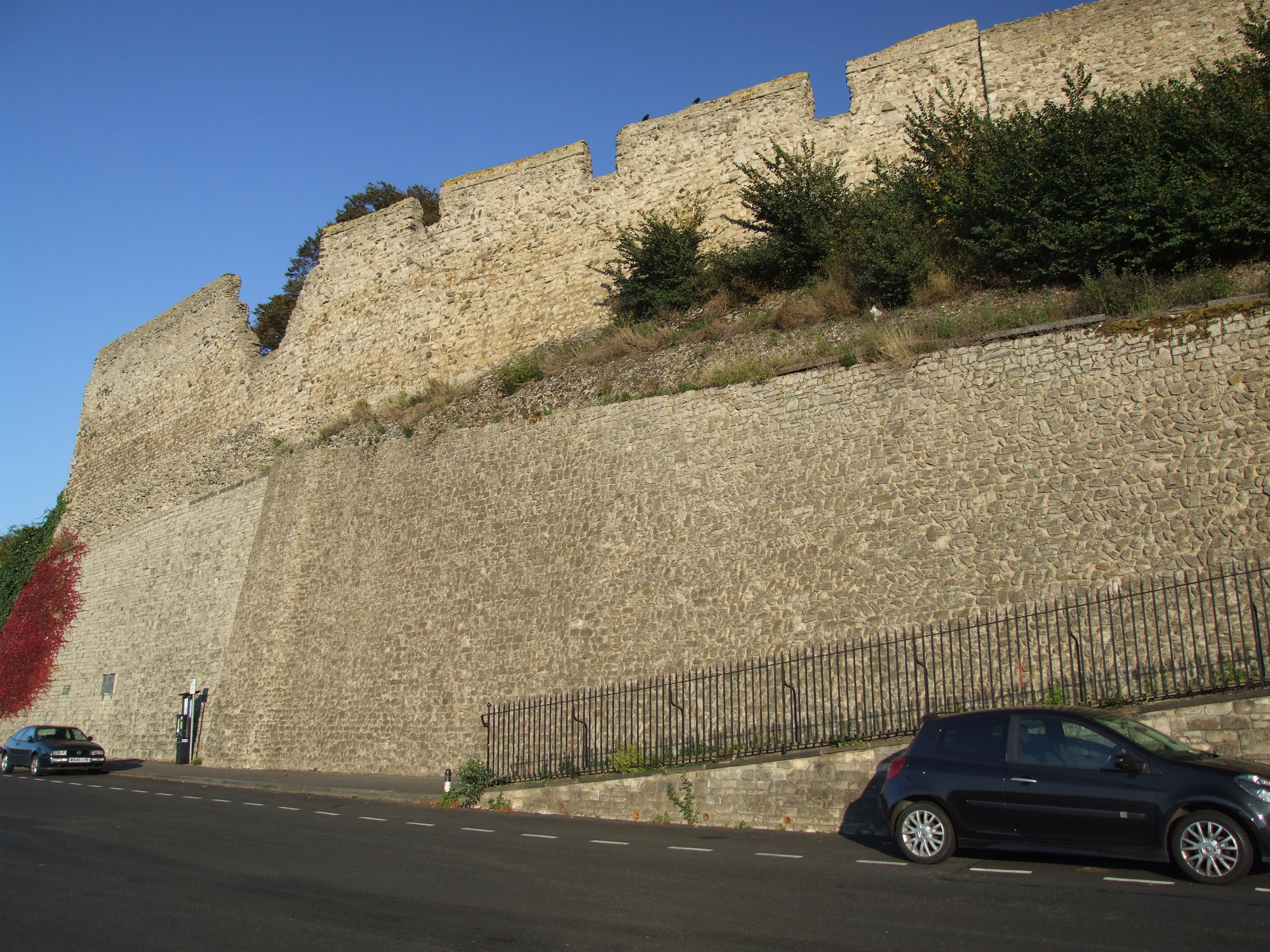
Die westliche, unter Bischof Gundulf errichtete Ringmauer von Rochester Castle

Gundulf (* 1023 oder 1024; † 7. März 1108 in Rochester) war ein Bischof des englischen Bistums Rochester. Er wurde vor allem als Baumeister bekannt und gilt als einer der Wegbereiter des normannischen Stils in England.  Er gilt als einziger Baumeister des 11. Jahrhunderts, von dem Name und Karriere bekannt sind.

## Herkunft und Ausbildung
Gundulf entstammte vermutlich einer nichtadligen normannischen Familie aus dem Vexin. Er war vermutlich bereits als Kind für die Priesterlaufbahn vorgesehen und besuchte eine Klosterschule in Rouen, wo Wilhelm, der Archidiakon und spätere Erzbischof von Rouen, auf ihn aufmerksam wurde. Durch Vermittlung von Wilhelm kam er in den Haushalt des Erzbischofs Maurille. Ende 1057 brach er mit einer Pilgergruppe, zu der auch sein Förderer Wilhelm gehörte, zu einer Pilgerreise ins Heilige Land auf, wobei sie auch Rom besuchten. Während eines Sturms auf der Rückreise gelobte er, Priester zu werden.

## Karriere als Geistlicher
Nach seiner Rückkehr um 1059 wurde er Mönch in der Benediktiner-Abtei Le Bec in der Normandie. Zu dieser Zeit war Lanfrank von Bec, der spätere Erzbischof von Canterbury dort Prior, während Anselm, der Lanfrancs Nachfolger als Erzbischof wurde, ebenfalls als Mönch dem Konvent angehörte. Als Lanfrank 1063 Abt der Abtei St. Stephan in Caen wurde, wechselte Gundulf mit ihm in dieses Kloster. Vermutlich um diese Zeit erwarb er seine Kenntnisse als Baumeister, als unter Lanfrank die Burg von Caen, das Männerkloster St. Stephan und auch das Frauenkloster neu erbaut wurden. Lanfrank war ein enger Berater des Herzogs Wilhelm der Normandie, der 1066 König von England wurde. Gundulf folgte Lanfrank auch, als dieser 1070 als gewählter Erzbischof ins englische Canterbury ging. Er wurde Verwalter des Erzbistums und unterstützte Lanfrank bei der Reform der englischen Kirche nach normannischem Vorbild. Nach dem Tod von Arnost, der für weniger als ein Jahr Bischof von Rochester gewesen war, im Juli 1076 ernannte Lanfrank Gundulf zum zweiten normannischen Bischof von Rochester. Gundulf reiste in die Normandie, um seine Ernennung vom König bestätigen zu lassen, und wurde auf seiner Rückreise am 19. März 1077 durch Lanfrank in Canterbury zum Bischof von Rochester geweiht. Das Bistum war zu dieser Zeit verarmt und kaum existenzfähig. Nach dem Sturz von Odo von Bayeux, der auch Earl of Kent war, wurden 1082 die Besitzungen des Bistums wieder hergestellt, wodurch Gundulf die Möglichkeit erhielt, das Bistum zu reformieren. Da an der Kathedrale nur noch fünf Kanoniker tätig waren, gründete er 1082 das zur Kathedrale gehörige Benediktinerpriorat St Andrew, dem später 60 Mönche angehörten. Er konnte reiche Stifter gewinnen und begann bereits 1080 mit dem Bau einer neuen Kathedrale, von seinen Bauten ist noch der sogenannte Gundulf Tower, ein Turm nördlich des Chorraums, erhalten. In den neu errichten Chorraum seiner Kathedrale überführte er einen Schrein mit Reliquien des heiligen Paulinus von York. Gundulf blieb als Bischof in engem Kontakt zu Erzbischof Lanfrank. In der vierjährigen Vakanz des Erzbistums nach dessen Tod verwaltete Gundulf dieses mit. Während dieser Zeit rebellierten die Mönche der Abtei St. Augustinus in Canterbury, als sie den von Lanfranc eingesetzten Abt Wido gewaltsam vertrieben. Im Auftrag des Königs vertrieb Gundulf zusammen mit Bischof Walkelin von Winchester die Mönche und ersetzte sie zeitweise durch Mönche aus dem Kathedralkapitel, während die Bürger, die die Mönche bei der gewaltsamen Vertreibung des Abtes unterstützt hatten, zur Strafe geblendet wurden. Nachdem König Wilhelm II. nach einer schweren Erkrankung 1093 Gundulfs Freund Anselm zum neuen Erzbischof ernannt hatte, geleitete er diesen zur Weihe nach Canterbury. Zusammen mit Anselm nahm er am 11. Februar 1094 an der Weihe von Battle Abbey teil. Die Beziehungen zwischen Anselm und dem König waren bald angespannt, und Gundulf gehörte zu den wenigen verbliebenen Unterstützern des Erzbischofs. Nach einer zwischenzeitlichen Versöhnung mit dem König ging Erzbischof Anselm im Herbst 1097 ins Exil und Gundulf übernahm erneut die Verwaltung des Erzbistums Canterbury. Eine Reihe von Urkunden, die König Wilhelm II. für Gundulf ausstellte, bezeugt, dass der König trotz dessen Freundschaft mit Anselm dem Bischof vertraute. Vermutlich gehörte Gundulf zu den drei Bischöfen, die 1100 nach dem Unfalltod von König Wilhelm II. an der eiligen Krönung seines Bruders Heinrich I. in Westminster Abbey teilnahmen. Er gehörte deshalb zu den Freunden des Königs und der Königin und taufte deren Sohn William. Im September 1101 vermittelte er im Streit zwischen König Heinrich I. und dessen Bruder Robert Curthose, der in England eingefallen war. Im September 1102 nahm Gundulf an der Ratsversammlung der englischen Kirche in Canterbury teil. Als Anselm von 1103 bis 1106 erneut ins Exil ging, verwaltete Gundulf wieder das Erzbistum Canterbury. Er erhielt die Sterbesakramente von Anselm, der auch seine Beerdigung in der Kathedrale von Rochester leitete.

## Tätigkeit als Baumeister
Besonders bekannt wurde Gundulf als Militärarchitekt, er errichtete mit die ersten steinernen Burgen in England. Unter seiner Aufsicht entstand nach dem Vorbild von normannischen Burgen in Ivry, Caen und Rouen ab 1076 der Keep von Colchester Castle. Um 1078 beauftragte ihn der König mit der Errichtung des White Tower in London. Nachdem die hölzerne Burg von Rochester 1088 während einer Rebellion zerstört worden war, beauftragte König Wilhelm II. Gundulf, die Burg als steinerne Festung wieder aufzubauen. Gundulf ließ eine steinerne Ringmauer errichten, deren Bau etwa £ 60 kostete.

## Nachwirkung
Gundulf galt als äußerst fromm und besonders mildtätig gegenüber den Armen. In West Malling gründete er vor 1100 ein Nonnenkloster, deren erste Äbtissin er noch auf dem Sterbebett ernannte. Durch seine Tätigkeit wurde das Bistum Rochester so gefestigt, dass es bis zur Reformation bestand. Ein Bibelmanuskript aus seinem Besitz befindet sich in der Huntington Library in Kalifornien. Das 1717 gegründete britische Corps of Royal Engineers betrachtet Gundulf als ihr erstes Mitglied.